# 4116 Elachi
4116 Elachi eller 1982 SU är en asteroid i huvudbältet som upptäcktes den 20 september 1982 av den amerikanske astronomen Eleanor F. Helin vid Palomar-observatoriet. Den är uppkallad efter Charles Elachi.
Asteroiden har en diameter på ungefär 4 kilometer och den tillhör asteroidgruppen Hungaria.